# St. Johann Baptist (Johanneskirchen, Vilsbiburg)
Die römisch-katholische Kuratiekirche St. Johann Baptist in Johanneskirchen, einem Gemeindeteil der Stadt Vilsbiburg im niederbayerischen Landkreis Landshut, ist eine spätgotische Saalkirche, die im Jahr 1489 erbaut wurde. Das dem heiligen Johannes dem Täufer (Gedenktag: 24. Juni) geweihte Gotteshaus ist als Baudenkmal mit der Nummer D-2-74-184-83 beim Bayerischen Landesamt für Denkmalpflege eingetragen. Johanneskirchen war bis 1917 eine Filiale der Pfarrei Ruprechtsberg und wurde dann zur Kuratie erhoben. Die Kuratie, der die Filialkirche St. Stephan in Kirchstetten zugeordnet ist, gehört heute zum Pfarrverband Velden im Dekanat Geisenhausen des Erzbistums München und Freising.

## Geschichte
Johanneskirchen wurde erstmals im Jahr 1483 als Hannskürchen urkundlich erwähnt. Die spätgotische Kirche, die im Wesentlichen bis heute erhalten ist, wurde laut einer Inschrift über dem Chorbogen 1489 erbaut. Damit besitzt sie dasselbe Errichtungsdatum wie die Pfarrkirche St. Velden in Velden, von der aus Johanneskirchen heute seelsorgerisch betreut wird. Im Jahr 1585 wurden Johannes der Täufer und Johannes der Evangelist als Patrone der Kirche und des Hochaltares genannt. Die beiden Seitenaltäre waren dem heiligen Sebastian und der heiligen Maria gewidmet.

## Architektur

### Außenbau
Die einschiffige, nach Osten ausgerichtete Saalkirche umfasst einen nur wenig eingezogenen Chor mit zwei Langjochen und Schluss in drei Achteckseiten sowie ein Langhaus mit drei Jochen. In der Mittelachse des Schiffs ist der ausspringende Westturm angebaut, südlich am Chor die heutige Sakristei. Der früher Sakristeianbau, der nördlich an den Chor angefügt war, wurde abgebrochen.
Der mit Ausnahme der Turmes unverputzte Außenbau wird durch zweimal abgesetzte Strebepfeiler gegliedert. Dabei ist jeweils der mittlere Absatz übereck gestellt, der obere besitzt einen Pultdachabschluss. Die spitzbogigen Fenster enthalten neugotisches Maßwerk. Das ehemalige, heute zugesetzte Südportal ist in einer Mauerverstärkung in Form eines geschweiften Spitzbogens untergebracht.
Der stattliche Turm umfasst sechs Geschosse, die sich nach oben hin kontinuierlich verjüngen. Der Unterbau ist durch rechteckige Strebepfeiler gegliedert, die oberen, an den Ecken abgeschrägten Geschosse wechselnd durch dreieckige und schwache rechteckige Eckstreben. Aufgrund der ähnlichen Zeitstellung kann der Turm als Nachbildung des Turmes der Veldener Pfarrkirche, wenn auch in einfacheren Formen, angesehen werden. Den oberen Abschluss bildet eine barocke Zwiebelkuppel.

### Innenraum
Chor und Langhaus werden von einem spätgotischen Netzrippengewölbe überspannt. Dieses ruht auf rechteckigen, an den Kanten gefasten Wandpfeilern, denen halbrunde Dienste zwischen Kehlen vorgelegt sind. Die Dienste besitzen profilierte Rundkapitelle, aus denen die birnstabförmigen Gewölberippen entspringen. Chor- und Langhausgewölbe besitzen eine leicht unterschiedliche Figuration, wobei die des Langhausgewölbes an das Gewölbe der Veldener Pfarrkirche erinnert. Die Schlusssteine sind rund, die des Chorgewölbes bemalt. Auf dem östlichen Schlussstein im Chor ist ein Brustbild des Kirchenpatrons Johannes’ des Täufers zu sehen, auf den beiden westlichen die Heiligen Barbara und Katharina. Die mittleren der vier Schlusssteine im Chor sind mit Tartschen belegt und mit weiß-blauem Rautenmuster bemalt. Der Chorbogen ist spitz und weist eine ähnliche Profilierung wie die Wandpfeiler auf. Im Untergeschoss des Turmes, das als Vorhalle dient, befindet sich ein barockes Kreuzgewölbe.

## Ausstattung
Die Ausstattung ist im Wesentlichen neugotisch.

### Orgel
Die Orgel wurde um 1948 von dem Orgelbauer Alois Wölfl aus Unterflossing errichtet. Das Kegelladeninstrument mit pneumatischen Spiel- und Registertrakturen umfasst insgesamt 15 Register auf zwei Manualen und Pedal. Diese sind in einem Freipfeifenprospekt untergebracht. Der Spieltisch ist freistehend ausgeführt. Die Disposition lautet wie folgt:
| I Manual C–f3 |            |    |
| 1.            | Gedackt    | 8′ |
| 2.            | Salicional | 8′ |
| 3.            | Octav      | 4′ |
| 4.            | Rohrflöte  | 4′ |
| 5.            | Mixtur III | 2′ |

| II Manual C–f3 |             |       |
| 6.             | Hohlflöte   | 8′    |
| 7.             | Violine     | 8′    |
| 8.             | Nachthorn   | 4′    |
| 9.             | Zartflöte   | 4′    |
| 10.            | Quintflöte  | 2 ⁄3′ |
| 11.            | Kleinoctave | 2′    |
| 12.            | Oboe        | 8′    |

| Pedal C–d1 |          |     |
| 13.        | Subbaß   | 16′ |
| 14.        | Octavbaß | 8′  |
| 15.        | Flötbaß  | 4′  |

- Koppeln: II/I, Super II/I, I/P, II/P
- Spielhilfen: Piano, Mezzoforte, Tutti, Auslöser, 1 freie Kombination, Crescendo, Pianopedal, Zunge ab